# 土居次義
土居 次義（どい つぎよし、1906年4月6日- 1991年11月24日）は、日本の美術史学者。専門は日本美術史。京都工芸繊維大学名誉教授、京都新聞文化賞、紫綬褒章、京都府文化賞特別功労賞、京都市文化功労賞、授与。元京都国立博物館館長。

## 来歴・人物
大阪府大阪市天王寺区生まれ。大阪府立高津中学校、第三高等学校、京都大学文学部哲学科美学美術史卒業、同大学文学部助手として研究室に残る。大阪府立大手前高等女学校講師、恩賜京都博物館監査員。1945年（昭和20年）京都市文教局文化課長に奉職、市内の文化財の疎開に奔走、二条城の襖絵などを疎開させ復旧。1949年（昭和24年）京都工芸繊維大学教授となり、意匠工芸科の創設に尽力、1970年（昭和45年）同大学退官と同時に名誉教授。
1953年 龍谷大学 文学博士。論文の題は「長谷川等伯・信春同人説」。
京狩野を含む狩野派、長谷川派、海北派、雲谷派、高田敬輔派、曽我派といった京都を中心に活躍した絵師を研究した。特に長谷川等伯の研究では、「等伯・信春同人説」を提出し現在ほぼ定説となるなど、等伯研究の第一人者として知られる。
まず特定の画家の基準となる作例を特定し、その上で手法や作風が共通する作品を見出し、その画家の実像を浮き彫りにして行った。その結果、寺伝と食い違うことがままあり、「寺宝・狩野永徳」筆とされてきたものが無名の絵師の作にされては叶わないと、寺の出入を禁止されたという話が残っている。一方で、親しく出入りしていた大徳寺三玄院では住職から長谷川等伯についての興味深い逸話を聞き、その襖絵が明治期に高台寺円徳院に売られたと聞いて、その足で円徳院に向かい等伯の襖絵を発見した。現在、円徳院の襖絵は重要文化財に指定されている。
死後、土居が残した膨大な調査資料は、京都工芸繊維大学附属図書館および美術工芸館に収められ、現在整理が進められている。

## 著作
- 『桃山障壁画の鑑賞』宝雲舎 1943
- 『日本近世絵画攷』桑名文星堂 1944
- 『山楽と山雪』桑名文星堂 1944
- 『襖絵』講談社（日本美術シリーズ） 1956
- 『長谷川等伯・信春同人説』文華堂書店 1964
- 『桃山の障壁画』平凡社（日本の美術 第14） 1964
- 『障壁画』至文堂（日本歴史新書） 1966
- 『桃山』講談社（日本絵画館 第6） 1969
- 『近世日本絵画の研究』美術出版社 1970
- 『永徳と山楽 桃山絵画の精華』清水書院（センチュリーブックス） 1972
- 『長谷川等伯』至文堂 1973
- 『三竹園美術漫録』講談社 1975
- 『長谷川等伯研究』講談社 1977
- 『山楽と山雪』至文堂 1980
- 『水彩画家大下藤次郎』美術出版社 1981

### 共編著
- 『京都美術大観 第4巻』東方書院 1933
- 『障壁画全集』美術出版社 1966-72
- 『日本絵画館 月報』講談社 1969-1971
- 『渡辺始興障壁画』光村推古書院 1972
- 『水墨美術大系 第8巻 元信・永徳』講談社 1974
- 『日本美術絵画全集 第12巻 狩野山楽・山雪』集英社 1976
- 『日本美術絵画全集 第9巻 狩野永徳・光信』集英社 1978

### 記念論集
- 『花鳥山水の美 桃山江戸美術の系譜』京都新聞社 1992